# Burley (tabacco)

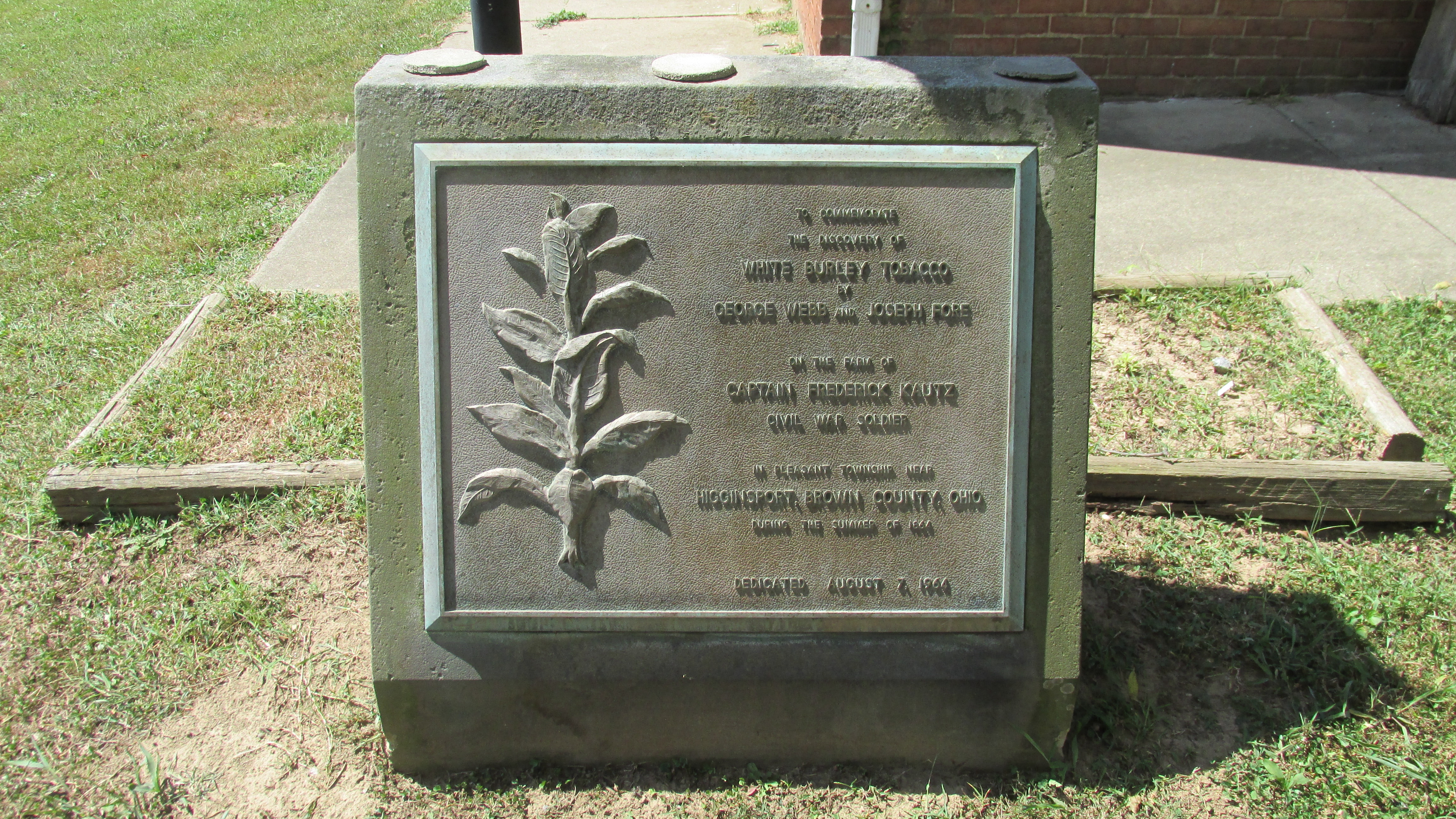
Il monumento al tabacco Burley inaugurato il 7 agosto 1964 e collocato presso l'Ohio Tobacco Museum a Ripley.

Il tabacco Burley è una tipologia di tabacco utilizzata prevalentemente per la produzione di sigarette. Negli Stati Uniti il 70% del tabacco di questa tipologia viene prodotto nel Kentucky. Il Tennessee ne produce circa il 20%, mentre entità minori ne vengono prodotte in Indiana, Carolina del Nord, Missouri, Ohio, Virginia, Maryland, Pennsylvania e Virginia Occidentale. Il tabacco Burley viene prodotto in altri paesi come Brasile, Malawi e Argentina.

## Storia

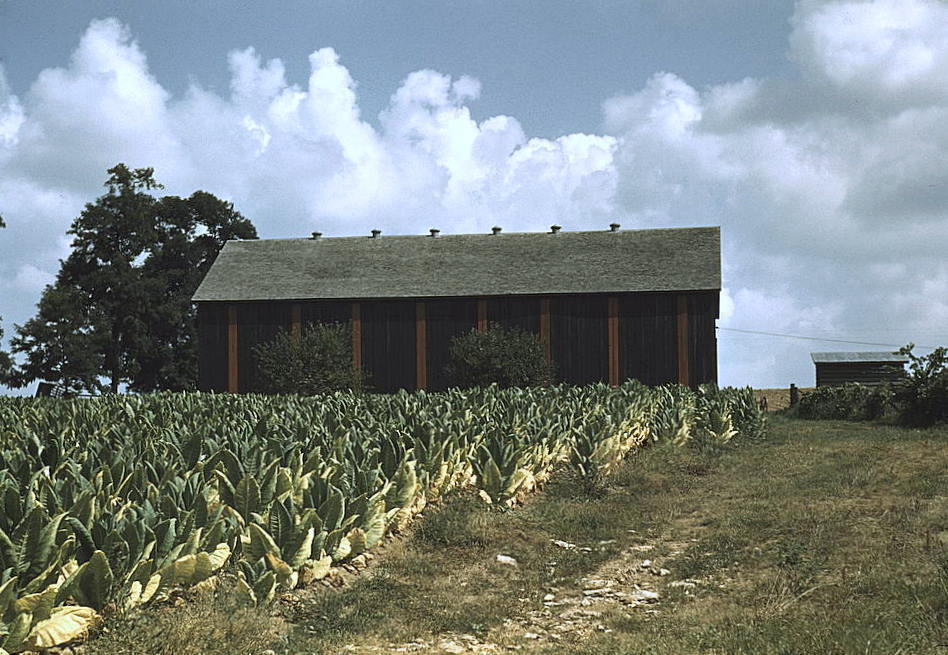
Campi di tabacco Burley presso la fattoria di Russell Spears, Lexington, Kentucky, 1940

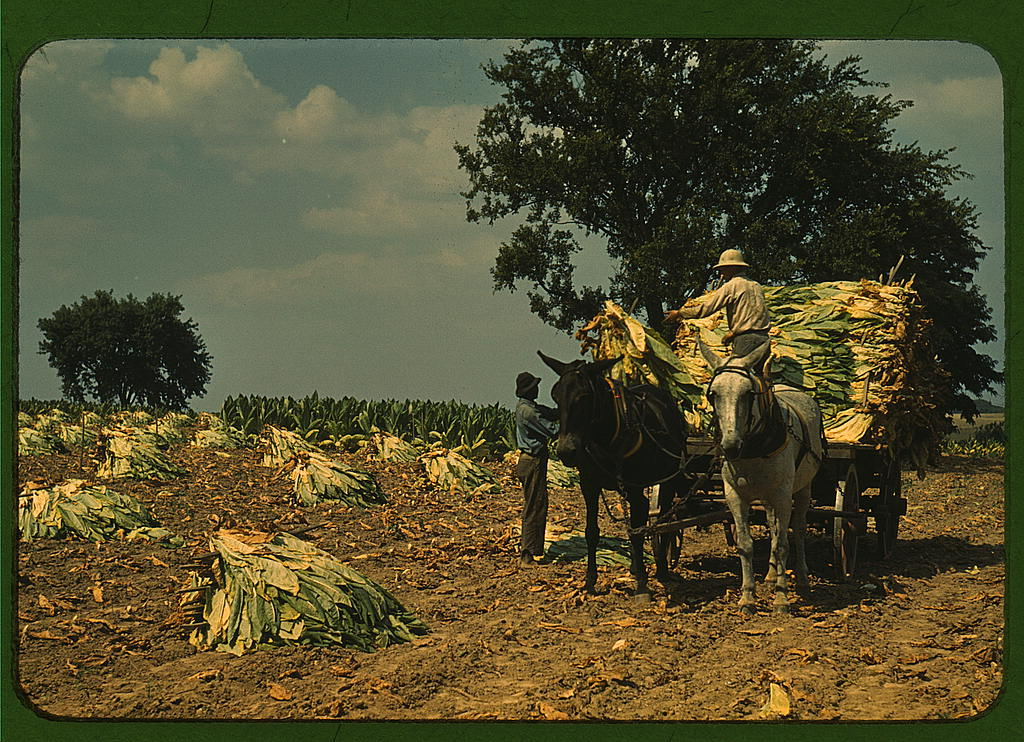
Colture di tabacco Burley nel 1940

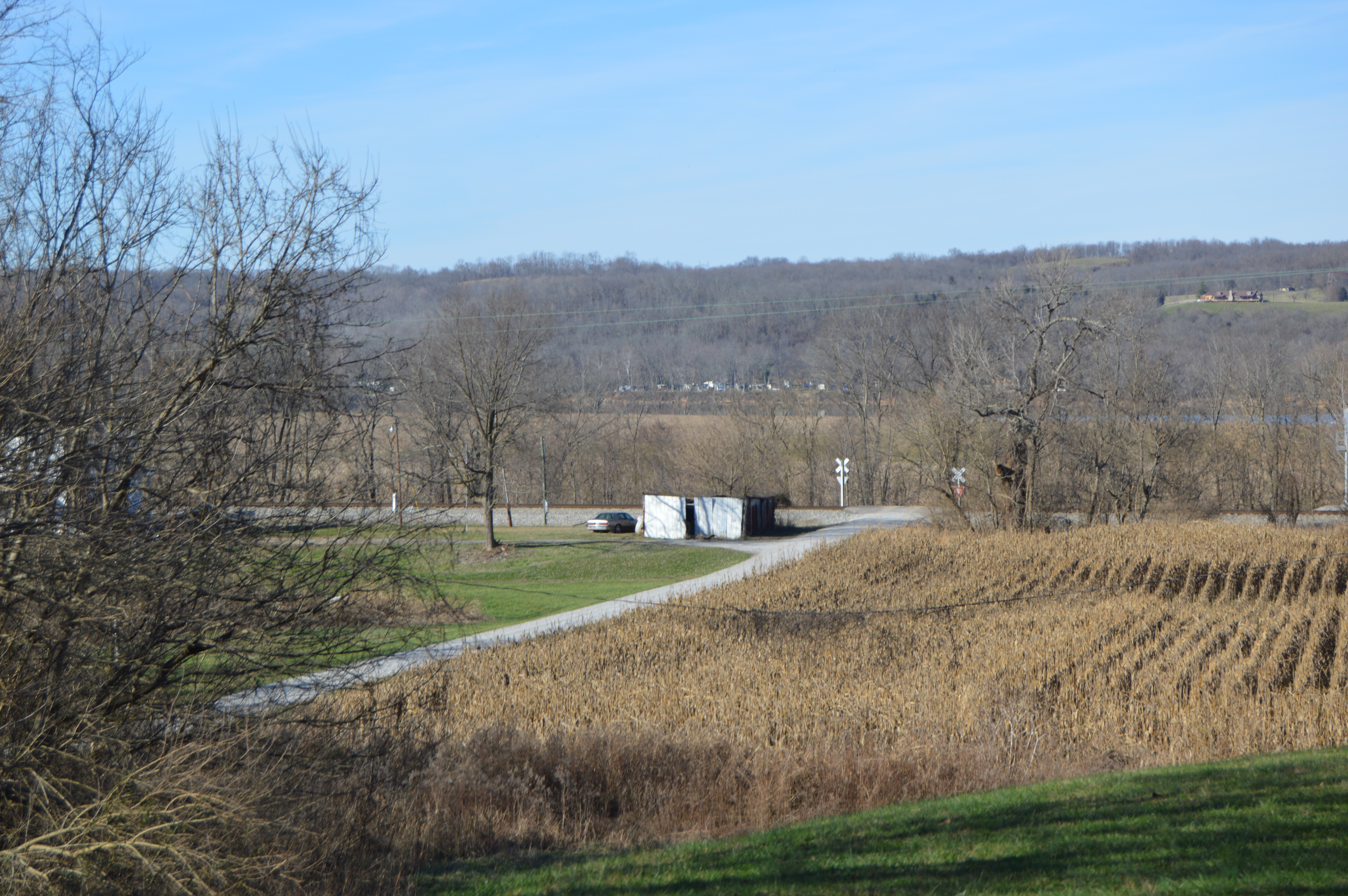
Campi di tabacco alla George Barkley Farm presso Augusta, Kentucky, dove Webb e Fore riuscirono ad ottenere il primo "White Burley"

Le origini del tabacco Burley vengono fatte risalire a George Webb e Joseph Fore nel 1864, i quali coltivarono per primi questa tipologia nella fattoria del capitano Frederick Kautz presso Higginsport, Ohio, grazie ad una semenza importata dalla Contea di Bracken, nel Kentucky. Dal 1866, il tabacco prodotto di questa tipologia ammontava a 20.000 libbre annue, venduto nel 1867 alla fiera di St. Louis a $58 per cento libbre. Dal 1883, il mercato principale di questo tabacco fu Cincinnati, ma esso veniva coltivato prevalentemente nel Kentucky e nel Tennessee. Nel 1880 il Kentucky produceva il 36% della produzione nazionale di tabacco.
Negli Stati Uniti, le piante di tabacco Burley vengono coltivate ancora oggi con un sistema che prevede la loro coltivazione e fertilizzazione tra marzo ed aprile, il loro trapianto in terreno aperto a maggio e la crescita sino a giugno inoltrato, con una piccola percentuale in raccolta anche a luglio. Tra i principali nemici naturali di questa pianta si trovano gli afidi e le sfingi del tabacco. Le piante possono essere colte di norma dopo 60 giorni dalla loro piantagione.
Alcune varietà come il KY 14xL8 ed il Narrowleaf Madole, sono note per avere una crescita di polloni più rapida rispetto ad altre, aumentando così la produzione di foglie di tabacco.
Il tabacco Burley viene rigorosamente essiccato all'aria, appeso solitamente all'interno di ambienti chiusi dove rimane per otto settimane o più, periodo nel quale le foglie passano da un colore verde pallido a giallo e poi a marrone.

## Addolcimento
Il tabacco del tipo Burley contiene normalmente poco zucchero, e generalmente deve essere addolcito con umettanti, zuccheri ed altri sapori che normalmente si utilizzano per la produzione delle sigarette. Tale procedimento ad ogni modo è ancora oggi discusso e dichiarato illegale in alcuni paesi produttori e no, in quanto altererebbe eccessivamente il sapore finale del prodotto.